# Garrett P. Serviss
Garrett Putnam Serviss (1851-1929) fue un astrónomo, un divulgador de la astronomía y uno de los primeros escritores de ciencia ficción.

## Biografía
G.P. Serviss nació en 1851 en Sharon Springs, en el interior rural del estado de Nueva York. Desde niño demostró interés en la astronomía, un interés espoleado, al parecer, por un telescopio que le regaló uno de sus hermanos mayores . Asistió a la cercana Universidad Cornell (en Ithaca, Nueva York), recién fundada por entonces, donde se graduó en Ciencias en 1872. Completó sus estudios en 1874 en la Universidad de Columbia (ya en la ciudad de Nueva York) graduándose en Leyes. Nunca ejerció como abogado, pues siempre se dedicó al periodismo, la astronomía, la divulgación y la literatura. 
En 1876 comenzó a trabajar en The Sun. En él desempeñó diversos cargos de responsabilidad como editor y, también, como escritor de las columnas sobre ciencia del periódico, en particular sobre astronomía, que se hicieron célebres entre los lectores. En 1892 renunció a su puesto en el periódico para poder dedicarse a la astronomía y su divulgación. Ya en 1888 había aparecido su primer libro, Astronomy Through an Opera Glass (Astronomía con binoculares), al que siguieron artículos, panfletos y otros libros. Una ocupación notable que tuvo fueron The Urania Lectures (las Conferencias de Urania), para las que fue reclutado por Andrew Carnegie, un millonario de la metalurgia y excéntrico filántropo. Financiado por Carnegie, Serviss se dedicó a recorrer Estados Unidos dictando conferencias sobre diversas materias científicas, para contribuir a la divulgación y el conocimiento del público.
De su época en The Sun mantenía contacto con Edward Page Mitchell, pionero tanto en escribir ciencia ficción como en editarla, quien le animó a emplear algo de esfuerzo en escribir, además de divulgación, también ficción. Su primera novela, Edison’s Conquest of Mars fue publicada por entregas en 1898 en The New York Evening Herald. Es una secuela de la célebre novela de H.G. Wells La guerra de los mundos. Luego llegarían otras obras, muy celebradas en su momento, como A Columbus of Space o The Second Deluge.
En el plano personal fue un gran aficionado al alpinismo. Ascendió en 1894 el Cervino (4478 m). Uno de sus hijos, Garrett, llegó a ser plata olímpica en San Luis 1904 en salto de altura (1.77 metros).
Murió en 1929, a la edad de 78 años. [1]

## Bibliografía

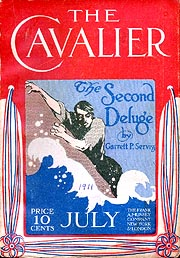
The Second Deluge, 1911

### Obra de astronomía
- Astronomy Through an Opera Glass, 1888
- Pleasures of the Telescope, 1901
- Other Worlds, 1901
- The Moon, 1907
- Astronomy With The Naked Eye, 1908
- Curiosities of the Sky, 1909
- Round the Year with the Stars, 1910
- Astronomy in a Nutshell, 1912

### Ciencia ficción
- Edison conquista Marte, 1898
- El metal de la Luna, 1900
- A Columbus of Space, 1909
- The Sky Pirate, 1909
- El Segundo Diluvio, 1911
- The Moon Maiden, 1915